# Craig Morgan (musicien)
Pour les articles homonymes, voir Craig Morgan (homonymie) et Morgan.
Craig Morgan Greer, né le 17 juillet 1964, est un artiste américain de musique country. 
Ancien observateur d'artillerie de l'armée des États-Unis, Morgan commence sa carrière musicale en 2000 lorsque Atlantic Records publie son premier album éponyme avant de fermer sa division à Nashville en 2000. 
En 2002, il signe avec Broken Bow Records, un label indépendant avec lequel il publie trois albums : I Love It (2003), My Kind of Livin’ (2005) et Little Bit of Life (2006). Ils donnent lieu à plusieurs succès aux hit-parades, dont That’s What I Love About Sunday, qui reste quatre semaines au sommet du classement country du Billboard, tout en maintenant la première place du classement country de fin d’année, le Billboard Year-End. Après une compilation « best-of » Greatest Hits en septembre 2008, Morgan signe avec BNA Records et sort That’s Why plus tard la même année. Après avoir quitté BNA, Morgan signe avec Black River Entertainment et sort This Ole Boy en 2012, puis A Whole Lot More to Me en 2016. 
Morgan est apparu dix-sept fois au classement country du Billboard. En plus de That’s What I Love About Sunday, six autres de ses singles ont atteint le top dix du classement : Almost Home, Redneck Yacht Club, Little Bit of Life, International Harvester, Love Remembers, et Bonfire.

## Biographie

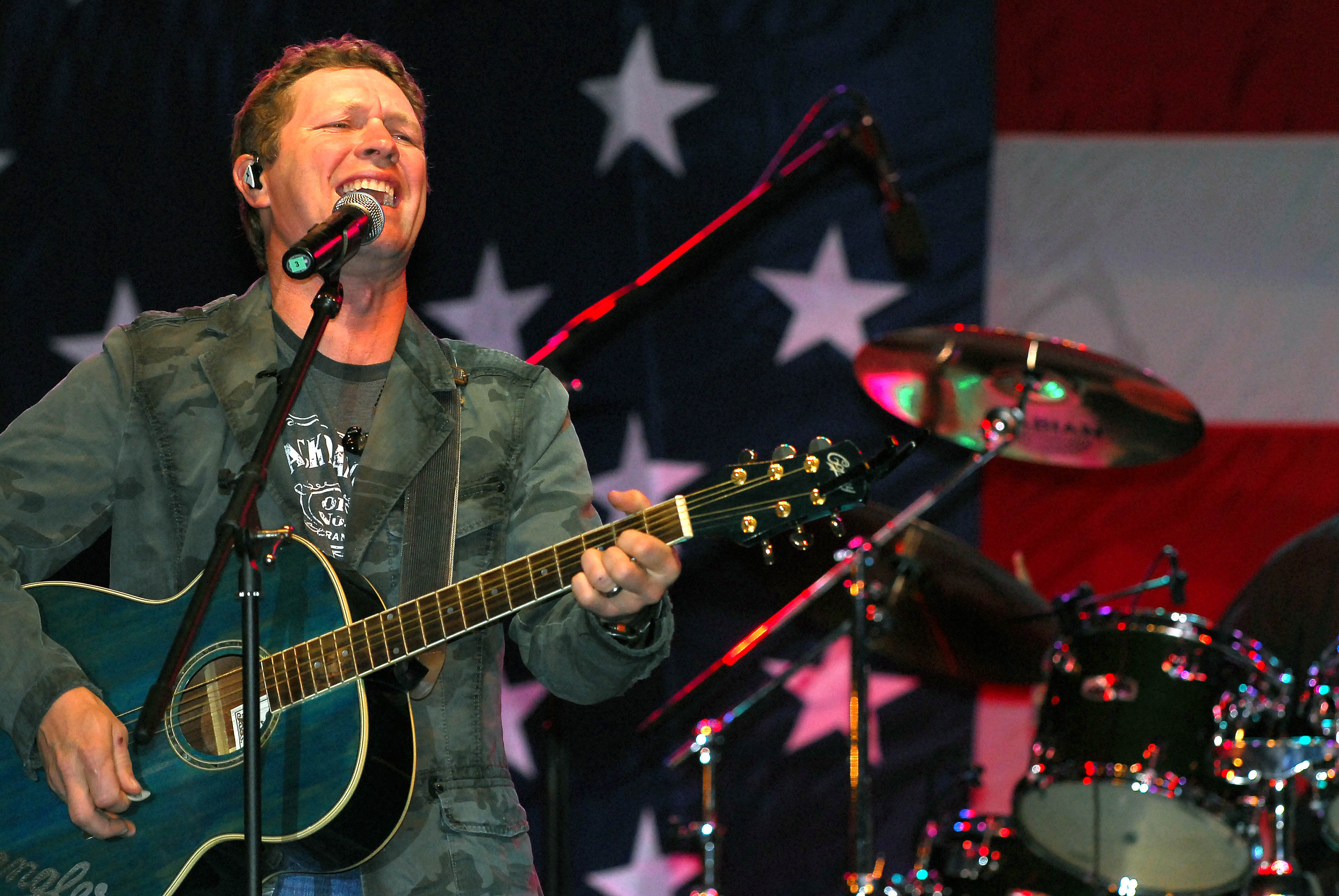
Craig Morgan donnant une représentation à l’USO, le 20 mars 2007.

Craig Morgan Greer est né à Kingston Springs dans l’État américain du Tennessee, le 17 juillet 1964. Il devient ambulancier à 18 ans. Il sert l’armée américaine en service actif pendant neuf ans et demi en tant que membre des 101e et 82e divisions aéroportées, et demeure en réserve six ans et demi. 

### Carrière musicale
De retour chez lui au Tennessee, il occupe divers emplois pour subvenir aux besoins de sa famille, notamment en tant qu’ouvrier du bâtiment, agent de sécurité et employé à la chaîne de magasins Walmart. Il décroche ensuite un travail à Nashville, en tant que chanteur de démos pour d’autres compositeurs et éditeurs. Les démos mènent à la sortie de son premier album éponyme chez Atlantic Records, Craig Morgan en 2000. Trois singles en sortent, dont Something to Write Home About, qui devient numéro39 dans le classement de Billboard dans la catégorie « Hot Country Singles & Tracks », le top des singles et chansons country (depuis renommé « Hot Country Songs »). L’album est produit par Buddy Cannon et Norro Wilson. Cannon, Bill Anderson et Harley Allen et d’autres sont crédités comme co-auteurs. Le dernier titre de l’album, I Wish I Could See Bakersfield, contient une récitation de Merle Haggard. Jon Weisberger, critique du Country Standard Time, exprime une opinion mitigée de l’album, affirmant que Morgan a une voix puissante, mais que la plupart des chansons sont trop prévisibles. Jim Patterson de The Ledger déclare que le premier single Something to Write Home About est « prosaïque », mais que le reste de l’album est « un effort hard country à l’assurance rare ». À la fin de l’année, le single de Noël intitulé The Kid in Me entre dans les classements. Morgan quitte Atlantic Records début 2001 lorsque le label ferme sa succursale de Nashville, mais il précise ne pas s’inquiéter pour son avenir musical puisqu’il a encore un contrat d’édition à cette époque. 

### 2002-2004:I Love It
En 2002, Morgan signe avec Broken Bow Records. Le label sort son deuxième album, I Love It, en mars 2003. God, Family and Country, le premier single, est dédié à Randy Hardison, ancien batteur studio de Nashville, avec des chœurs du groupe 4 Runner. Il atteint le numéro 49 des classements country. Avec le single suivant, Almost Home, Morgan entre pour la première fois dans le top 40. La chanson atteint initialement la 33e place, mais fait un retour dans les classements trois semaines plus tard après une prolongation inattendue du temps de diffusion à la radio. En ré-entrant dans les classements, la chanson devient 6e dans la catégorie country, tout en atteignant le numéro 59 sur le Billboard Hot 100. De plus, il permet à Morgan et à son co-auteur, Kerry Kurt Phillips, de gagner le prix de la chanson de l’année décerné par Broadcast Music Incorporated. Les deux prochains singles de l’album, Every Friday Afternoon et Look at Us, atteignent tous les deux le top 30 country. En 2004, l’album se vend à plus de 300 000 exemplaires et son succès est cité par Billboard comme le début d’une nouvelle vague de succès commercial parmi les artistes de musique country chez des labels indépendants. Rick Cohoon de Allmusic donne à I Love It quatre étoiles sur cinq. Il explique que les compositions de Morgan sont « bien conçues » et que son service dans l’armée justifie les thèmes patriotiques de God, Family and Country (« Dieu, la famille et la patrie »). Jeffrey B. Remz du Country Standard Time félicite l’album d’avoir maintenu un son country néo traditionaliste, mais considère que les ballades sont « génériques ». 

### 2005-2006:My Kind of Livin’
Morgan sort son troisième album, My Kind of Livin’, en 2004. Il comprend huit chansons qu’il a co-écrites et des featurings avec John Conlee et Brad Paisley dans Blame Me. Le premier single, That’s What I Love About Sunday, devient son seul titre à atteindre la première place sur les classements country, où il passe quatre semaines, et devient également numéro 51 au Hot 100. C’est aussi le premier single numéro 1 du label Broken Bow, ainsi que le premier single d’un label indépendant à dominer les classements country depuis cinq ans et le premier single de ce type à passer plusieurs semaines à la première place depuis Heaven’s Just a Sin Away de The Kendalls en 1977. That’s What I Love About Sunday est également numéro 1 au classement country du Billboard Year-End la même année,. 
Le prochain single de l’album, Redneck Yacht Club, atteint la deuxième place sur les classements country et représente son plus grand succès au Hot 100, où il est numéro 45. Arrive ensuite I Got You, chanson écrite par Morgan lors d’une tournée avec Keith Urban avec l’intention de le faire enregistrer par ce dernier, mais Morgan décida de la garder pour lui-même après en avoir enregistré une démo. My Kind of Livin’ est certifié disque d’or par la RIAA pour s’être écoulé à 500 000 exemplaires, et Redneck Yacht Club est certifié single d’or pour ses 500 000 téléchargements. Chris Willman de Entertainment Weekly donne à l’album une critique positive, où il explique : « Morgan est une sorte de représentation idéalisé de l’héritage culturel américain, c’est certain. Mais au moins, il fournit suffisamment de détails en tant qu’auteur pour ne pas déclencher une alerte à l’obséquiosité. » Le critique de Country Standard Time, Jeffrey B. Remz, est généralement favorable dans sa critique, où il dit que Morgan a « une voix puissante » et « quelques chansons de qualité », mais trouve la production de l’album trop « ambitieuse et propre ». 

### 2006-2008:Little Bit of LifeetGreatest Hits

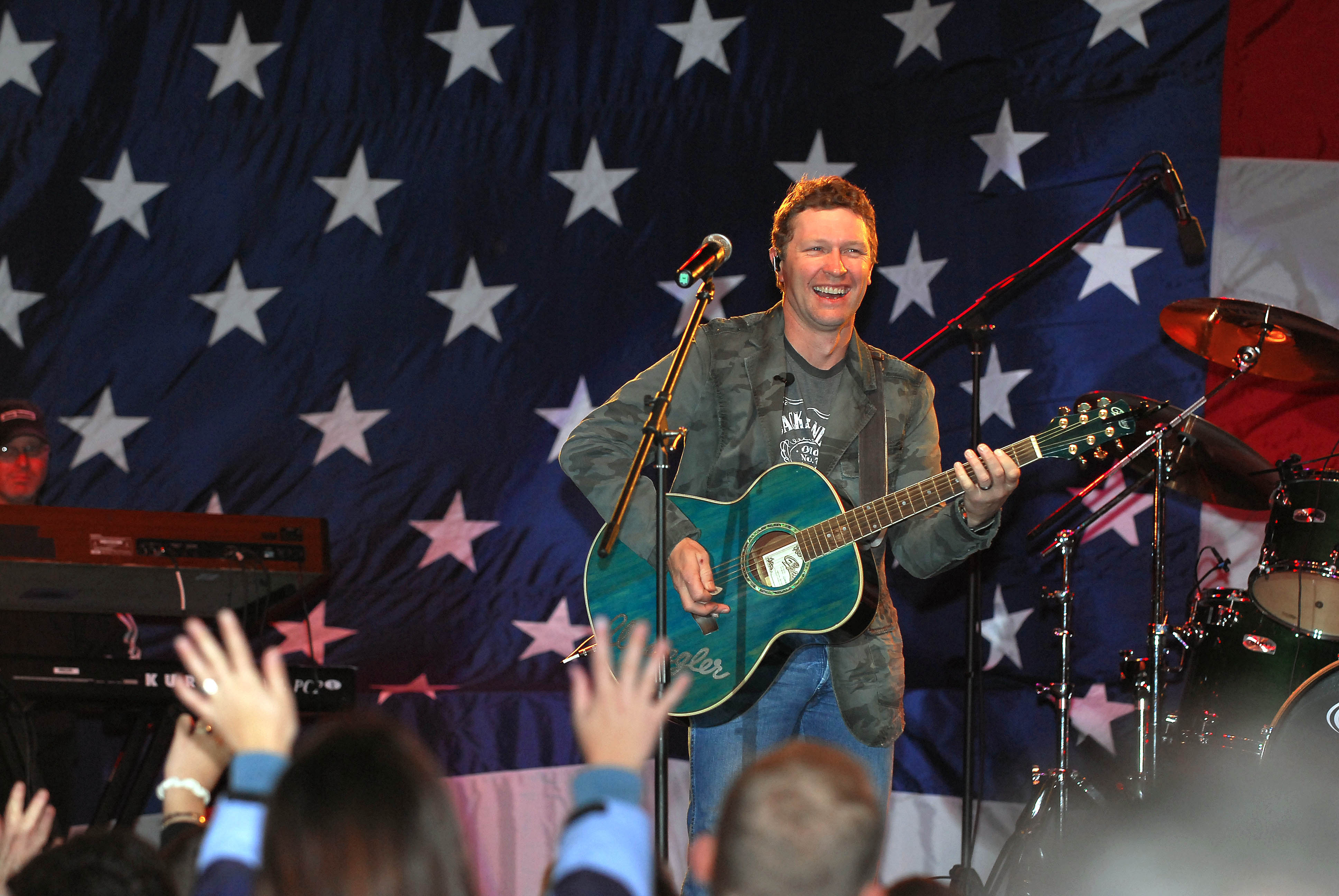
Craig Morgan en concert pour l’USO, le 20 mars 2007.

Son troisième et dernier album pour Broken Bow, Little Bit of Life, sort en 2006. Morgan et O’Donnell ont co-produit l’album avec Keith Stegall, un producteur de disques connu pour avoir travaillé avec Alan Jackson ; Morgan a coécrit quatre chansons sur onze. Le label vend plus de 200 000 copies de l’album au cours de sa première semaine ; des versions spéciales exclusives sortent pour des détaillants tels que Target et Walmart. Trois singles sortent : la chanson titre, puis Tough, et International Harvester, qui apparaissent toutes au classement Hot Country Songs. Kevin Oliver de Country Standard Time félicite le son néo traditionaliste de l’album et qualifie Morgan de « chanteur country classique » mais ajoute qu’au-delà de la chanson titre et de Tough, « le son traditionnel est principalement gâché ». La critique de Billboard Deborah Evans Price donne un avis positif à Tough ; elle loue la « voix puissante et chaleureuse » de Morgan et dit que la chanson est « encore un autre joyau » de l’album. Une compilation Greatest Hits suit en février 2008, peu de temps avant la séparation de Morgan avec Broken Bow. 

### 2008-2010:That’s Why
Le 18 septembre 2008, Morgan est invité par John Conlee à devenir membre de l’émission de radio country, le Grand Ole Opry. Conlee l’intronise officiellement comme membre lors de l’édition de l’Opry du 25 octobre 2008. Bien qu’il ait été d’abord annoncé que Morgan signerait avec Big Machine Records label frère de Valory Music Group, il signe finalement avec BNA Records, une division de Sony BMG à Nashville. Son premier album pour ce label, That’s Why, sort en octobre 2008. Début 2009, son premier single, Love Remembers, devient sa sixième chanson à atteindre le top 10, mais le single suivant, God Must Really Love Me ne dépasse pas le numéro 26. BNA réédite l’album en mai 2009, et remplace deux de ses pistes par les nouveaux enregistrements Bonfire et This Ain’t Nothin’. Le premier sort le même mois en tant que troisième single de l’album, et atteint également le top dix. En octobre 2009, le clip de God Must Really Love Me remporte le prix de vidéo de l’année aux Inspirational Country Music Awards. Début 2010, This Ain’t Nothin’ sort comme quatrième single de l’album. Il devient un des 20 plus gros succès country avant la fin de l’année. Stephen Thomas Erlewine critique le contenu « peu inspiré » de l’album, mais félicite le « chantonnement country apaisé » de Morgan. Dans une critique plus favorable, le Country Standard Time écrit que les chansons sont « simples mais profondément observatrices » et compare le chant de Morgan à celui de Randy Travis. Le dernier single de Morgan pour BNA, Still a Little Chicken Left on That Bone, parait en octobre 2010. La chanson culmine au numéro 37 dans les classements de musique country en janvier 2011. Un mois plus tard, Morgan quitte le label. 

### 2011-2015:This Ole BoyetThe Journey (Livin’ Hits)
Le 1er avril 2011, Morgan signe avec Black River Entertainment. Deux mois plus tard, il fait un featuring sur le single She Likes to Ride in Trucks de Colt Ford. La première sortie de Morgan pour Black River est This Ole Boy, une chanson co-écrite par The Peach Pickers (Rhett Akins, Dallas Davidson et Ben Hayslip), qui figure également sur l’album All All Good Joe Nichols en 2011. Il s’agit de la chanson titre de This Ole Boy, le premier album de Morgan chez Black River, sorti le 28 février 2012. La chanson titre fait entrer Morgan dans le top 20 du classement Hot Country Songs. Le single suivant, Corn Star ne parvient pas au top 40, alors que More Trucks Than Cars atteint le top 30. En juillet 2013, Morgan sort Wake Up Lovin’ You, le premier extrait de sa deuxième compilation, The Journey (Livin’ Hits). Morgan annule plusieurs spectacles en mai 2014 en raison de complications chirurgicales pour des tendons déchirés aux épaules.

### 2015 et après:A Whole Lot More to Me
Le premier single du troisième album de Morgan chez Black River Entertainment, When I’m Gone, sort sur les plateformes numériques le 18 septembre 2015 et passe à la radio dès le 21 septembre. Les diffusions radios de la chanson l’élèvent au numéro 48 sur le classement Billboard Country Airplay. L’album, A Whole Lot More to Me, parait le 3 juin 2016. 
En 2019, Morgan sort un nouveau single intitulé The Father, My Son, and the Holy Ghost. Après avoir entendu la chanson, Blake Shelton lance une campagne sur Twitter pour aider à renforcer la position de la chanson dans les classements. Après la sortie de cette chanson, Morgan signe de nouveau avec Broken Bow pour distribuer le single.

### Vie privée
Morgan est mariée à Karen, avec qui il a cinq enfants : ses filles Marisa et Aly et ses fils Kyle, Jerry et Wyatt. Il réside actuellement avec sa famille à Dickson, au Tennessee.
En février 2011, Morgan sauve deux jeunes enfants d’une maison en feu à Dickson, puis opère un tuyau d’incendie pour aider à éteindre l’incendie. Le 23 avril 2011, Morgan devient un initié honoraire de l’université d’État de l’Arkansas.
Le 10 juillet 2016, le fils de Morgan, Jerry Greer, disparaît après être tombé d’une chambre à air au lac Kentucky, à la rivière Tennessee. Son corps est retrouvé un jour plus tard. Il avait 19 ans.

### Actions caritatives
Morgan donne fréquemment des concerts dans des bases militaires aux États-Unis et à l’étranger, ainsi que lors de tournées du United Service Organizations. Il reçoit le prix du mérite USO 2006 pour son soutien inlassable aux soldats américains et à leurs familles. Lui-même un ancien militaire, Morgan déclare au magazine American Songwriter : « Puisque j’ai eu la même expérience qu’eux, je peux apprécier cela et avoir la capacité de communiquer avec eux un peu différemment. ». Morgan mobilise activement des fonds pour la Special Operations Warrior Foundation. Morgan a une charité annuelle de deux jours (Craig Morgan Charity Fund) pour Billy’s Place, qui aide les enfants et familles en deuil. La plus récente charité annuelle, la cinquième, a eu lieu à Dickson, Tennessee, du 6 au 7 août 2011. L’événement a permis d’amasser plus de 95 000 $. Morgan a eu l’idée de Billy’s Place alors qu’il était l’adjoint du shérif adjoint du comté de Dickson de 1995 à 1996. Par le biais du Craig Morgan Charity Fund, Morgan prévoit de fournir un financement durable à la fondation.

## Discographie

### Albums
- 2000 : Craig Morgan (en)
- 2003 : I Love It (en)
- 2005 : My Kind of Livin’ (en)
- 2006 : Little Bit of Life (en)
- 2008 : Greatest Hits (en)
- 2008 : That’s Why (en)
- 2012 : This Ole Boy (en)
- 2013 : The Journey (Livin’ Hits) (en)
- 2016 : A Whole Lot More to Me (en)
- 2020 : god family country
- 2025 : american soundtrack

### Singles au Top 10 (USHot Country Songs)
- Almost Home (en) (no 6, 2003)
- That’s What I Love About Sunday (en) (no 1, 2004-2005)
- Redneck Yacht Club (en) (no 2, 2005)
- Little Bit of Life (en) (no 7, 2006-2007)
- International Harvester (en) (no 10, 2007-2008)
- Love Remembers (en) (no 9, 2008)
- Bonfire (en) (no 4, 2009)